# Logan's Run (película)
Logan's Run (en Hispanoamérica, Fuga en el siglo XXIII; en España, La fuga de Logan) es una película estadounidense de ciencia ficción de 1976 basada en la novela homónima distópica coescrita por William F. Nolan y George Clayton Johnson en 1967. La película fue dirigida por Michael Anderson y contó con los actores Michael York, Richard Jordan, Jenny Agutter y Peter Ustinov en los papeles principales.
Fue ganadora del premio Oscar de 1976 a los mejores efectos visuales; y candidata a la mejor dirección de arte y a la mejor fotografía. Ganó también los Premios Saturn de 1977 al Mejor filme de ciencia ficción, a la mejor dirección de arte, a la mejor fotografía, al mejor vestuario, al mejor maquillaje y a la mejor escenografía.

## Argumento
Es el año 2274, una catástrofe ha diezmado la vida humana en la Tierra, algunos supervivientes viven en una cúpula gigantesca construida por sus antepasados en las cercanías de la antigua capital de Estados Unidos, que los mantiene aislados del mundo exterior. El mantenimiento de la vida está a cargo de computadoras y los habitantes llevan una vida cómoda, dedicada al ocio y el placer. 
Para mantener estable el número de habitantes, la reproducción se realiza por clonación, pero la longevidad está limitada a los 30 años de vida. Llegada dicha edad, hay que someterse a una ceremonia semirreligiosa llamada el Carrusel que se celebra en un anfiteatro de la ciudad, para desaparecer flotando en el aire entre las aclamaciones de los otros habitantes más jóvenes. En el Carrusel, existe la esperanza del Renacimiento, la creencia de que si un ciudadano ha obedecido las leyes de su sociedad se reencarnará en un clon que le sustituye. Si alguien desobedece, por el contrario, se considera que "desaparece para siempre".
Pero algunos ciudadanos quieren vivir más tiempo y no tener que someterse al suicidio voluntario establecido por las computadoras. Para evitar ser capturados y obligados a someterse al Carrusel, intentan huir de la ciudad aislada y viven ocultos. Las computadoras que rigen la ciudad han creado una especie de policía especial compuesta de ciudadanos especiales a los que se conoce como Vigilantes. Logan 5 y Francis 7 son dos de estos policías, que en una misión de captura matan a un fugitivo por las calles de la ciudad. Logan 5 recoge un amuleto (un anj) junto al resto de las pertenencias que portaba el muerto rebelde. Más tarde recibe en su domicilio la visita de una mujer llamada Jessica 6. Ella pertenece a un grupo clandestino que ayuda a los fugitivos para huir a un lugar lejano llamado el Santuario.
Logan 5 es interrogado por las computadoras acerca del amuleto que ha encontrado, y es encomendado infiltrarse en la red clandestina para lograr investigar más, encontrar y destruir el Santuario. Para hacer más creíble su historia se le hace envejecer, programando su vida, quedando al borde de los 30 años de edad. Mientras investiga lo que pasa, la duda acerca de las normas y los planes de las computadoras comienza a crecer en su mente, llegando el momento de tomar una decisión sobre su propio futuro. 
Decide entonces transformarse en un fugitivo y huir al Santuario junto con Jessica 6, siendo perseguidos por su excolega Francis 7, que busca la muerte de ambos. La pareja logra escapar de la ciudad y llegan a las ruinas del Capitolio de los Estados Unidos. Sorprendidos al encontrarse allí con un anciano, algo que nunca han visto antes, y enterarse de su edad, escuchan de él lo ocurrido en la historia de la humanidad. Logan 5 se da cuenta de que solo ha vivido el primer tercio de su vida y decide terminar con la dictadura de las computadoras.

## Reparto
- Michael York - Logan 5
- Richard Jordan - Francis 7
- Jenny Agutter - Jessica 6
- Peter Ustinov - El hombre viejo
- Roscoe Lee Browne - El robot Box
- Farrah Fawcett - Holly

## Diferencias respecto a la novela
La película presenta notables diferencias con respecto a la trama mostrada en la novela:
1. La edad límite es de 30 años.
2. El mundo en que se vive es postapocalíptico, y se vive en una cúpula sin contacto con el mundo exterior, al que se teme y está prohibido ir.
3. Francis el Vigilante y Ballard no son la misma persona.
4. Al final de cada vida se participa en un "concurso-ritual" en busca de la reencarnación.
5. Santuario no existe.
6. Logan y Jessica intentan iniciar una revuelta para derogar el sistema, y son detenidos.
7. Durante el interrogatorio, al ser cuestionado Logan sobre Santuario se produce un error que destruye al Pensador.

## Producción
William F. Nolan y George Clayton Johnson escribieron la novela, en la que se basó la película, pensando también en su adaptación cinematográfica. De esa manera, en 1968, poco después de publicarla, ellos vendieron sus derechos a la Metro-Goldwyn-Mayer por cien mil dólares.
La película fue rodada en los inmensos estudios de la Metro. También se rodó en Dallas donde los productores de la película aprovecharon la arquitectura moderna y acristalada de la ciudad para ahorrarse tres millones de dólares en decorados. Para abaratar adicionalmente su coste se utilizó una superposición de dibujos realizados por un dibujante paisajista de la época para reflejar los edificios destruidos en el mundo exterior. Cabe también destacar que fue la primera película, en la que se utilizó la holografía láser.

## Recepción
La producción cinematográfica tuvo un notable éxito de taquilla. También se convirtió en una película de culto.
En el presente la película ha sido valorada por los críticos profesionales y los portal de información en línea. En IMDb, Con un total de 58 134 votos registrados al respecto, el filme obtiene una media ponderada de 6,8 sobre 10. En Rotten Tomatoes la obra cinematográfica ha sido valorada por treinta y cuatro críticos profesionales. Ellos ven la película como una que supera sus elementos cursis y su trama cruda con una gran cantidad de ideas entusiastas y una aventura de ciencia ficción dándole un 6,1 de 10 como promedio, mientras que los más de veinticinco mil votos registrados al respecto le dan un 3,6 de 5 respectivamente.

## Serie de TV

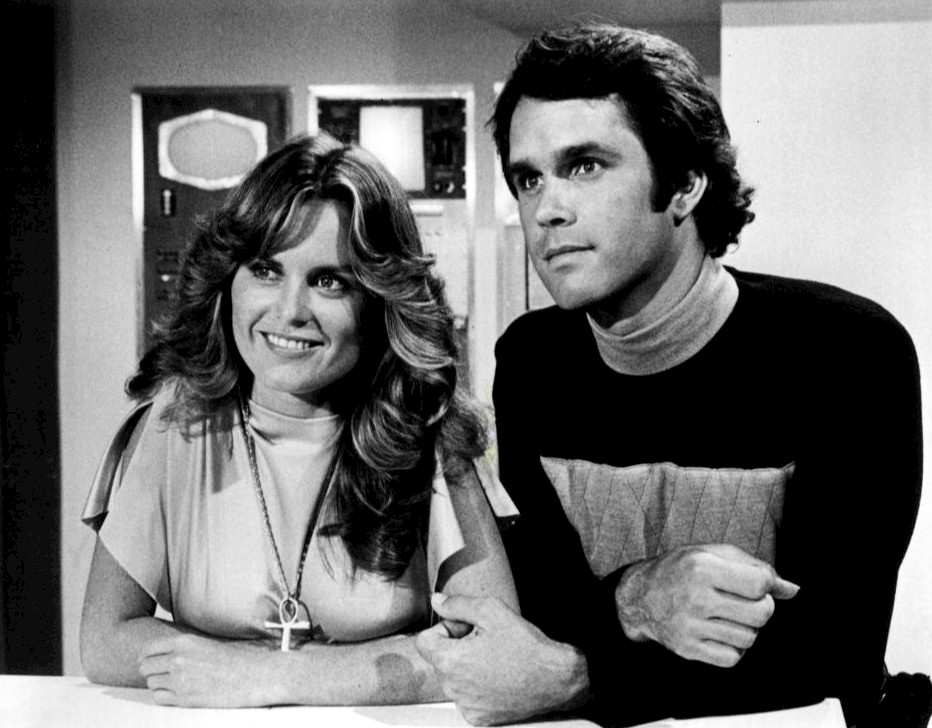
Fotografía de Heather Menzies como Jessica 6 y Gregory Harrison como Logan 5 de la serie de televisión La fuga de Logan.

Tras la película se produjo una serie de televisión de catorce episodios entre 1977 y 1978. La serie se tomaba amplias licencias argumentales tanto respecto a la novela original como a la película, con la que comparte algunos conceptos y el vestuario.
Este spin-off fue producido por René Leyva. D. C. Fontana fue la editora principal en colaboración con los autores de la novela original y varios guionistas de Star Trek. Los papeles principales corrieron a cargo de Gregory Harrison como Logan, Heather Menzies-Urich como Jessica, Donald Moffat como el androide Rem y Randy Powell como el perseguidor Francis.
El poco éxito en antena de la serie provocó su cancelación por parte de la CBS. Los últimos tres episodios no llegaron a ser  emitidos.

## Remake y/o adaptación
Desde mediados de la década de los años 90 ha habido diversas propuestas para llevar a cabo un posible remake de la película o segunda adaptación de la novela. Diferentes directores y guionistas han sido aludidos, sin que a día de hoy haya cristalizado ningún proyecto más allá de la mera especulación.